# Purpur-Zwergginster
Der Purpur-Zwergginster oder Roter Geißklee (Cytisus purpureus Scop., Syn.: Chamaecytisus purpureus (Scop.) Link) ist eine Pflanzenart aus der Gattung Geißklee (Cytisus) in der Unterfamilie der Schmetterlingsblütler (Faboideae) innerhalb der Familie der Hülsenfrüchtler (Fabaceae).

## Beschreibung

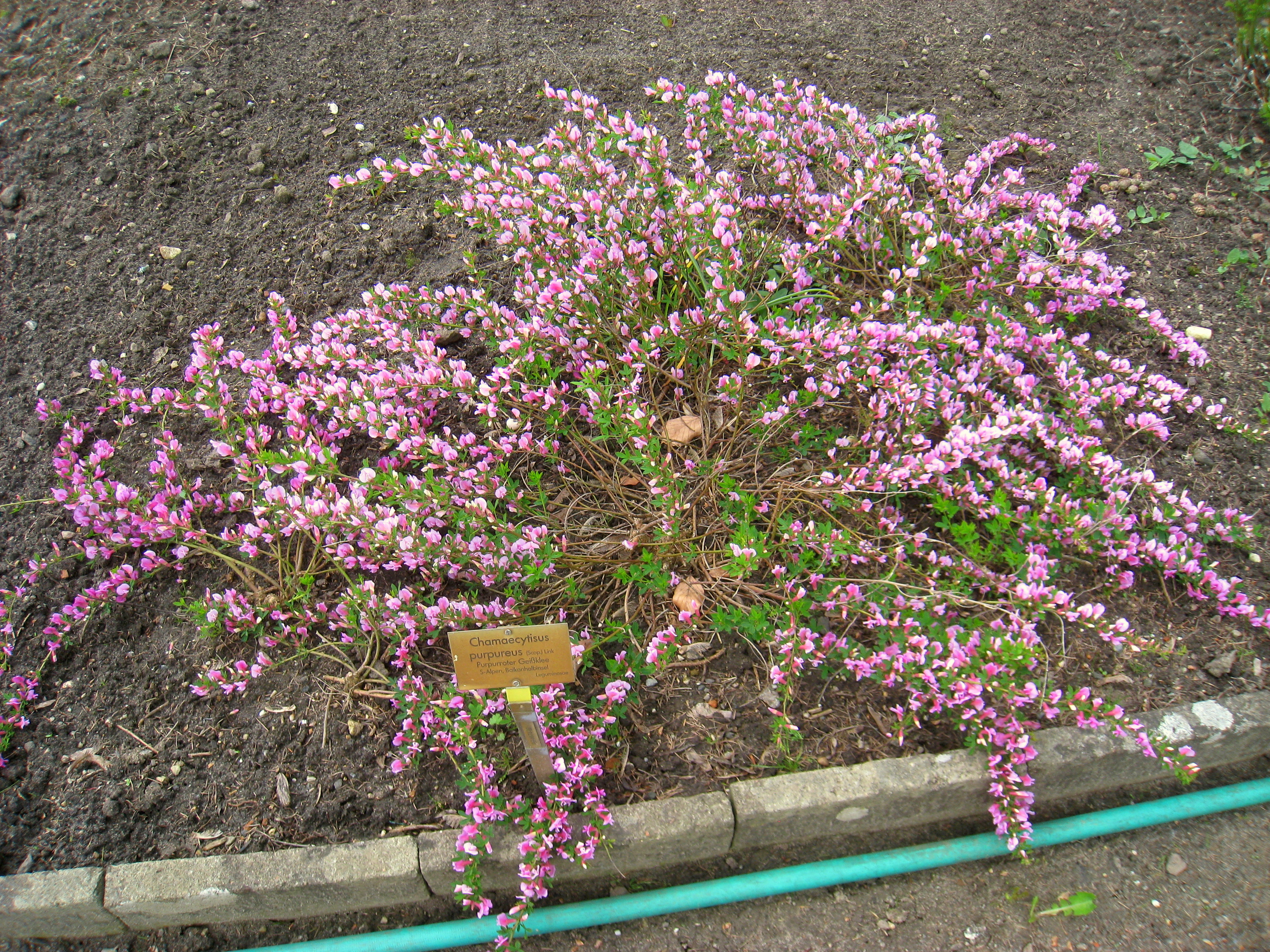
Habitus

### Vegetative Merkmale
Der Purpur-Zwergginster ist ein niedriger, sparrig verzweigter Strauch, der Wuchshöhen von 60 bis 80, selten bis zu 100 Zentimetern erreicht. Die Rinde seiner rutenförmigen, kantigen Zweige ist grün und nur anfangs etwas behaart, meist kahl.
Die wechselständig angeordneten Laubblätter sind in Blattstiel und -spreite gegliedert. Der Blattstiel ist 1 bis 2 Zentimeter lang. Die unpaarig gefiederte Blattspreite besitzt nur drei Blättchen. Die vollständig kahlen oder seltener etwas behaarten Blättchen sind mehr oder weniger gleich lang und verkehrt-eiförmig mit stachelspitzigem oberen Ende.

### Generative Merkmale
Die Blütezeit reicht von April bis Juni. An vorjährigen Zweigen stehen an Kurztrieben in den Blattwinkeln ein bis drei kurz gestielte Blüten zusammen.
Die zwittrige Blüte ist bei einer Länge von etwa 25 Millimetern zygomorph und fünfzählig mit doppelter Blütenhülle. Der Kelch ist etwa 10 Millimeter lang, röhrig, oberseits braunrot und ist zerstreut abstehend behaart. Die Zipfel der Kelch-Oberlippe sind dreieckig. Die karminrote Blütenkrone besitzt die Form einer Schmetterlingsblüte. Die Kronblätter sind an den Nägeln oft kurzzottig bewimpert.
Die vollständig kahle Hülsenfrucht ist bei einer Länge von 25 bis 25 Millimetern sowie einer Breite von 4 bis 5 Millimetern schmal-linealisch mit spitzem oberen Ende. Die Samen sind gelbbraun bis schwarz und glänzend.
Die Chromosomenzahl beträgt 2n = 48 +2B.

## Vorkommen
Der Purpur-Zwergginster kommt ursprünglich vor in Österreich, Italien, im früheren Jugoslawien und Albanien. Er gedeiht auf Felshängen besonders auf Kalkstein, aber auch auf Porphyr. Er steigt bis in Höhenlagen von etwa 1500 Metern auf.

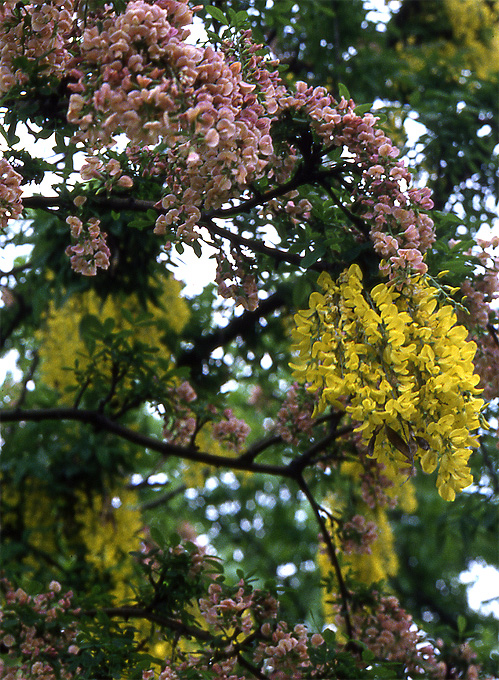
+Laburnocytisus adamii

## Systematik
Die Erstveröffentlichung erfolgte 1772 unter dem Namen (Basionym) Cytisus purpureus durch Giovanni Antonio Scopoli in Flora Carniolica, 2. Auflage, Tomus II, S. 69. Die Neukombination zu Chamaecytisus purpureus (Scop.) Link wurde 1831 durch Heinrich Friedrich Link in Handbuch zur Erkennung der nutzbarsten und am häufigsten vorkommenden Gewächse, Band 2, S. 154 veröffentlicht. Weitere Synonyme für Chamaecytisus purpureus (Scop.) Link sind: Genista purpurea (Scop.) Scheele, Laburnum purpureum (Scop.) Drapiez. Bei vielen Autoren ist Cytisus purpureus Scop. der akzeptierte Name.
Nahe verwandt ist der Goldregen (Laburnum anagyroides). Durch eine Pfropfung von Augen des Purpur-Zwergginsters auf Goldregen konnte Jean-Louis Adam 1825 die Pfropfchimäre +Laburnocytisus adamii (Poit.) C.K.Schneid. erzeugen.